# Baksanski nevtrinski observatorij
Baksanski nevtrinski observatorij (rusko Бакса́нская нейтри́нная обсерватория; kratica BNO) je nevtrinski observatorij Inštituta za jedrske raziskave Ruske akademije znanosti. Leži v Baksanski soteski Kavkaškega hrbta, 38 km od mesta Tirniauz v avtonomni republiki Kabardino-Balkariji. Podzemna poslopja observatorija so v dveh tunelih z dolžino 3670 m pod goro Andirči. Njihova globina ustreza od 100 do 4800 m vodne površine. Zaposlenih je približno 250 ljudi, od katerih večina živi v naselju Nevtrino.
Ima naslednjo opremo:
- Baksalski podzemni scintilacijski daljnogled (BPST) s površino 3000 m³ na globini 300 m pod površjem
- galij-germanijev nevtrinski daljnogled (GGNT), radiokemijski detektor Sončevih nevtrinov s tarčo iz kovinskega galija z maso 60 ton (projekt SAGE, leži 3500 m od vhoda v tunel)
- postrojenje »Andirči« za zaznavanje širokih zračnih ploh, sekundarnih osnovnih delcev. Leži na gori na nadmorski višini 2060 m, ima površino 5×104 m² in 37 scintilacijskih detektorjev
- kompleks nadzemnih postrojenj